# Markarydsbanan

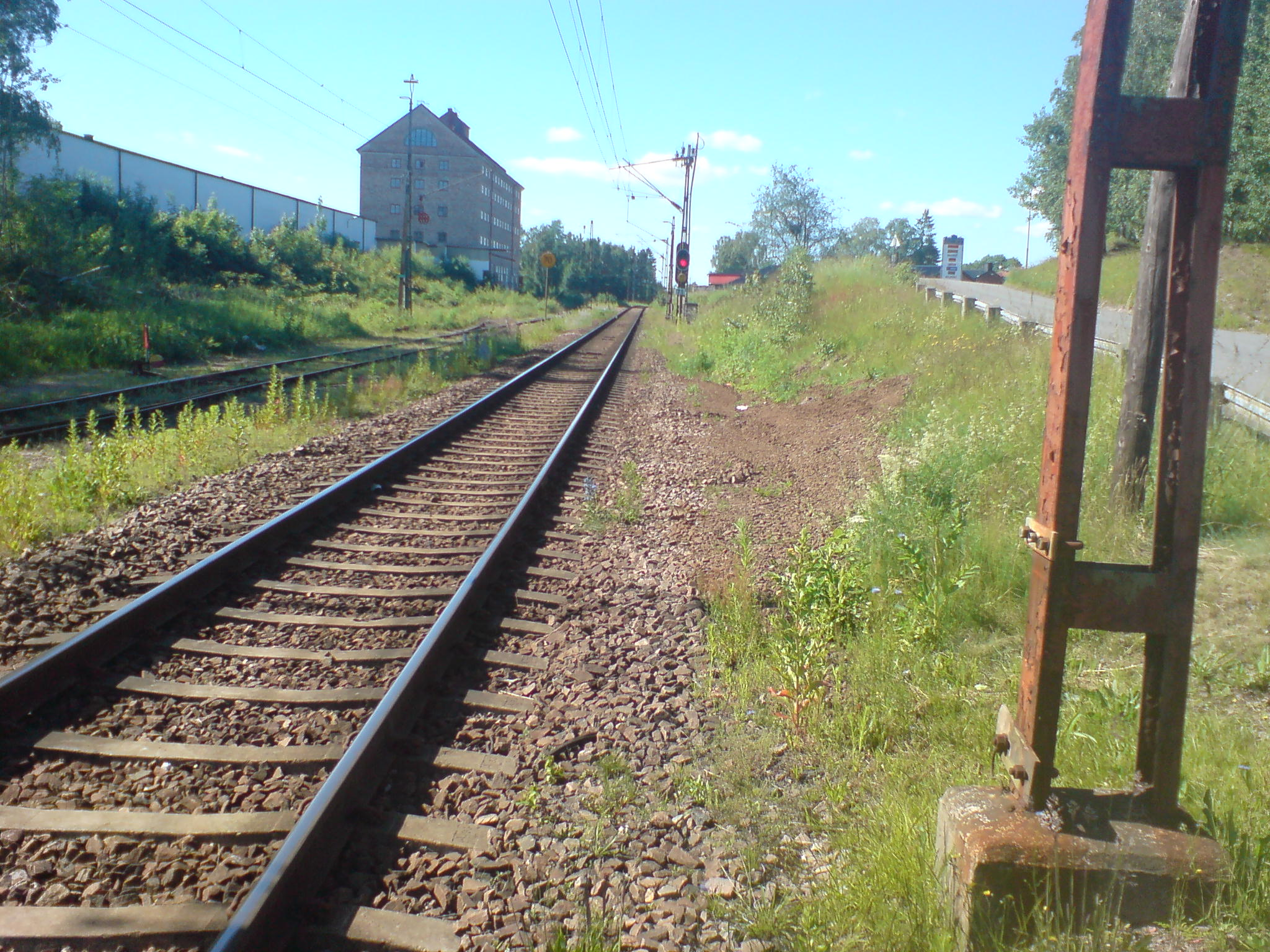
Markarydsbanan

De Markarydsbanan is een Zweedse spoorlijn tussen de steden Hässleholm in de provincie Skåne län en Halmstad in de provincie Hallands län.

## Geschiedenis
Het traject werd door de Vittsjö-Hässleholms Järnväg (WHJ) en de Vittsjö-Markaryds Järnväg (WMaJ) in fases geopend:
- 1890: Hässleholm - Vittsjö
- 1892: Vittsjö - Markaryd
- 1899: Markaryd - Veinge/Eldsberga

In 1897 fuseerden de Vittsjö-Hässleholms Järnväg (WHJ) en deVittsjö-Markaryds Järnväg (WMaJ) onder de naam Hässleholms-Markaryds Järnväg (HMJ).
In 1899 werd de naam veranderd in Markaryd-Veinge Järnväg (MaVJ).

## Treindiensten

### SJ
De Statens Järnvägar (SJ) verzorgde het personenvervoer op dit traject met stoptreinen.
De Statens Järnvägar verzorgt het personenvervoer op dit traject met X 2000-treinen. De treindienst werd uitgevoerd met treinstellen van het type X 2.
- 100: Göteborg C - Varberg - Falkenberg - Halmstad C - Hässleholm C - Lund C - Malmö C - Luchthaven Kastrup - København H

## Aansluitingen
In de volgende plaatsen was of is er een aansluiting van de volgende spoorwegmaatschappijen:

### Hässleholm
- Södra stambanan spoorlijn tussen Falköping C en Malmö C
- Skånebanan spoorlijn tussen Kristianstad en Helsingborg

### Halmstad
- Västkustbanan spoorlijn tussen Göteborg C en Lund C - (Malmö C)
- Mellersta Hallands Järnväg (MHJ) spoorlijn tussen Halmstad en Varberg 75 km
- Skåne - Hallands Järnväg (SHJ) spoorlijn tussen Helsingborg en Halmstad over Kattarp 92 km
- Halmstad - Nässjö Järnvägar (HNJ) spoorlijn tussen Halmstad, Värnamo en Falköping
- Halmstad - Bolmens Järnväg (HBJ) spoorlijn tussen Halmstad en Bolmen

## Nationalisatie
De Markaryd-Veinge Järnväg (MaVJ) werd in 1930 door de staat genationaliseerd en de bedrijfsvoering over gedragen aan de SJ.

## ATC
Het traject voorzien van het zogenaamde Automatische Tågkontroll (ATC).

## Elektrische tractie
Het traject werd in 1935 geëlektrificeerd met een spanning van 15.000 volt 16 2/3 Hz wisselstroom.